# Higher Ground
Higher Ground е песен на американския певец Стиви Уондър.
Песента изразява оптимистичното мнение, че религията може да се пребори с тъмните страни на човека и има огромен успех в чартовете.

## Кавър версии
Фънк рок групата Ред Хот Чили Пепърс правят кавър на песента през 1989 година. Песента носи същото име и е част от албума Mother's Milk. Парчето има голям успех и дори получава номинация на наградите на MTV.